# Zampognaro innamorato
Zampognaro innamorato è un film commedia del 1983 diretto da Ciro Ippolito.

## Trama
In un paesino tra le montagne Tonino è il più giovane pastore. Ama ed è amato da Filomena, la figlia dell'agricoltore, che però non vede di buon occhio tale relazione. Arriva dicembre e Tonino, per la prima volta, onde procurarsi un gruzzoletto che gli permetta di risolvere i suoi problemi, va a Napoli a fare lo zampognaro. Girando di casa in casa a cantare la novena, si imbatte in Angela, una diva della canzone. Il caso vuole che tra i due nasca un curioso rapporto. Angela plasma e trasforma il rozzo pastore in un ragazzo disinvolto e moderno. Filomena che nel frattempo si è accorta di essere in stato interessante, non vedendo tornare Tonino, non si arrende e si precipita in città intenzionata a mettere le cose in chiaro. Angela ancora una volta farà da mediatrice e riuscirà a risolvere tale scabrosa situazione.